# 공재원
공재원(1965년~)은 대한민국의 배우이다. 1988년 연극배우로 데뷔하였고 영화 및 방송에서 주로 단역으로 출연을 많이하는 편이다.

## 연기 활동

### 영화
- 2002년 《아프리카》 ... 구조 2의범 역
- 2002년 《4발가락》 ... 보좌관 역
- 2002년 《중독》 ... 남의사 역
- 2004년 《DMZ, 비무장지대》 ... 수색중대장2 역
- 2013년 《관상》 ... 이조관리2 역

### 드라마
- 1995년~1996년 MBC 《제4공화국》 ...광주시민 역
- 1999년~2000년 MBC  《허준》
- 2000년~2001년 KBS2 《천둥소리》
- 2001년~2002년 MBC 《상도》
- 2002년~2003년 KBS1 《제국의 아침》
- 2002년 KBS2 《색소폰과 찹쌀떡》 ... 사진작가 역
- 2002년 KBS2 《태양인 이제마》
- 2002년~2003년 SBS 《야인시대》 ... 1부 일본헌병장교 (다이호 대좌 부관) / 2부 경무대 경찰 역
- 2002년~2003년 KBS1 TV소설 《인생화보》
- 2002년~2003년 KBS2 《장희빈》
- 2002년~2003년 SBS 《별을 쏘다》
- 2002년~2003년 MBC 《인어아가씨》 ... 아리영과 주왕에게 인력시장 안내해주는 이 경장 역
- 2003년~2004년 KBS1 《무인시대》
- 2003년 MBC 《남자의 향기》
- 2003년 MBC 《다모》
- 2003년~2004년 MBC 《대장금》
- 2003년~2004년 KBS2 《그녀는 짱》
- 2003년 MBC 베스트극장 《늪》 ... 보호사 역
- 2004년 SBS 《장길산》
- 2004년 KBS2 《애정의 조건》
- 2004년 SBS 《작은 아씨들》
- 2004년 SBS 《폭풍속으로》
- 2004년 SBS 《파리의 연인》 ... 택배 직원 역
- 2004년~2005년 MBC 《영웅시대》
- 2004년 KBS2 《오! 필승 봉순영》
- 2004년~2005년 KBS1 《불멸의 이순신》 ... 차인/일본무사 역
- 2004년 KBS2 《두번째 프러포즈》
- 2004년 KBS2 《미안하다, 사랑한다》 ... 경찰 역
- 2004년 KBS2 《해신》
- 2005년 MBC 《제5공화국》 ... 대통령 경호처장 정인형 역
- 2005년 KBS2《부활》 ... 기자 역
- 2005년 SBS 《프라하의 연인》
- 2005년~2006년 SBS 《마이걸》 ... 의사 역
- 2006년 KBS2 《굿바이 솔로》
- 2006년 KBS2 《봄의 왈츠》 ... 호텔 관리자 역
- 2006년 KBS TV소설 《강이 되어 만나리》
- 2006년 MBC 《환상의 커플》 ... 의사 역
- 2006년~2007년 KBS TV소설 《순옥이》
- 2006년~2007년 MBC 《거침없이 하이킥!》 ... 순재네 가족 사진 찍는 사진사 역
- 2007년 MBC 《하얀거탑》
- 2007년 SBS 《외과의사 봉달희》 ... 방사선사 역
- 2007년 KBS2 《헬로! 애기씨》 ... 하야시상 역
- 2007년~2008년 MBC 《이산》
- 2007년~2008년 MBC 《뉴하트》
- 2008년 KBS2 《최강칠우》
- 2008년 SBS 《온에어》 ... 호텔 관계자 역
- 2008년 MBC 《에덴의 동쪽》 ... 공무원 역
- 2008년~2009년 SBS 《아내의 유혹》 ... 천지건설 경비원 역, 83회 경찰 역
- 2009년 KBS2 《솔약국집 아들들》
- 2009년 SBS 《찬란한 유산》 ... 의사 역
- 2009년 MBC 《선덕여왕》 ... 신라 대전내관 역
- 2009년 KBS2 《천추태후》 ... 사수현 백성 역
- 2010년 OBS 《강력1반》 ... 변호인 역 (12화)
- 2010년 SBS 《산부인과》 ... 신경외과 의사 역
- 2010년 SBS 《자이언트》 ... 순경 역
- 2010년 KBS1 《거상 김만덕》
- 2010년 SBS 《이웃집 웬수》
- 2010년 KBS2 《제빵왕 김탁구》 ... 형사 역
- 2010년 MBC 《동이》 ... 장악원 관원 역
- 2010년 KBS1 《전우》 ... 국군 군의관 역 (17회)
- 2010년~2011년 MBC 《주홍글씨》 ... 장재용의 친구 진택 역
- 2010년~2011년 SBS 《괜찮아, 아빠딸》 ... 경찰 역
- 2011년 MBC 《내 마음이 들리니》 ... 비서 역
- 2011년 SBS 《여인의 향기》 ... 오키나와관광청 직원 역
- 2011년 MBC 《당신 참 예쁘다》 ... 마린블루 재무팀장 역
- 2011년~2012년 MBC 《애정만만세》 ... 변호사 역
- 2011년 MBC 《절정》
- 2012년 MBC 《해를 품은 달》 ... 허연우를 세자빈에서 폐 하라 상소하는 관원 역
- 2012년 MBC 《신들의 만찬》 ... 크루즈 직원 역
- 2012년 SBS 《신사의 품격》 ... 공인중개사 역
- 2012년 SBS 《추적자 THE CHASER》 ... 일본 관계자 역
- 2012년 SBS 《유령》 ... 세이프텍 직원 역
- 2012년 KBS2 《빅》 ... 은행원 역
- 2012년 MBC 《골든타임》
- 2012년 SBS 《아름다운 그대에게》 ... 광고주 역
- 2012년~2013년 MBC 《마의》 ... 8회 배역미상 역
- 2012년~2013년 MBC 《사랑했나봐》 ... 산부인과 의사 역
- 2012년~2013년 MBC 《보고싶다》 ... 국과수 경찰 역
- 2012년~2013년 SBS 《청담동 앨리스》 ... 면접관 역
- 2013년 MBC 《백년의 유산》 ... 회사 직원 역
- 2013년 MBN 《대한민국 정치비사》 ... 대통령 비서실 공보수석비서관 선우연 역
- 2013년 MBC 《스캔들: 매우 충격적이고 부도덕한 사건》
- 2013년 SBS 《주군의 태양》 ... 공인중개사 역
- 2013년 tvN 《응답하라 1994》 ... 성나정의 주치의 역
- 2013년 MBC 《불의 여신 정이》
- 2013년~2014년 MBC 《내 손을 잡아》 ... 한연수 사건 부검 의사 역
- 2013년~2014년 SBS 《별에서 온 그대》 ... 이휘경네 집사 역
- 2014년 MBC 《왔다! 장보리》 ... 의사 역
- 2014년 tvN 《갑동이》 ... 경찰 관계자 역
- 2014년 SBS 《닥터 이방인》 ... 병원 이사 역
- 2014년 KBS2 《고양이는 있다》
- 2014년~2015년 MBC 《폭풍의 여자》 ... 최 비서 역
- 2015년 KBS1 《징비록》 ... 경상감영 판관 역
- 2015년 MBC 《화정》 ... 인조 대 신료 역
- 2015년 MBC 《이브의 사랑》 ... 강세나 입원병원 주치의 역
- 2015년 MBC 《밤을 걷는 선비》 ... 대신 역
- 2016년 KBS2 《천상의 약속》 ... 백도건설 이사 역
- 2016년 MBC 《가화만사성》 ... 솔가 비타민 광고 오디션 심사위원 역
- 2016년 MBC 《옥중화》 ... 대전내관 역
- 2016년 KBS 《별난 가족》
- 2016년 KBS2 《함부로 애틋하게》
- 2016년~2017년 KBS2 《월계수 양복점 신사들》
- 2016년~2017년 MBC 《행복을 주는 사람》 ... 이 행장 역 (믿음은행 은행장)
- 2017년~2018년 MBC 《밥상 차리는 남자》 ... 홍영혜의 맞선남 역
- 2018년~2019년 KBS1 《비켜라 운명아》 ... 김재영 역 (병원장, 시우의 주치의)
- 2021년~2022년 KBS1 《태종 이방원》 ... 배극렴을 모티브로 한 무명 대신 역

### 연극
- 2000년 《채팅2000》
- 2012년 《총각파티》 ... 아들 역

## 연기 외 활동

### TV 프로그램
- 1993년~1999년 MBC 《경찰청 사람들》
- 1994년~1999년 KBS1 《긴급구조 119》
- 2002년~ MBC 《신비한TV 서프라이즈》 ... 각종 단역
- 2002년~2008년 SBS 《솔로몬의 선택》 ... 각종 단역
- 2003년~2005년 MBC 《실화극장 죄와 벌》
- 2013년~2014년 KBS1 《긴급출동 24시》
- 2014년~2020년 MBN 《기막힌 이야기 실제상황》 ... 각종 단역

### 광고
- 1999년 《현대투자신탁증권》